# Офори, Джулиус Зигги
Джулиус Офори Зигги (англ. Julius Ofori Ziggy; род. 3 августа 1999, Кумаси) — ганский футболист, полузащитник клуба «Асанте Котоко».

## Карьера

### «Энергетик-БГУ»
Выступал на родине в команде «Ашанти Голд» из Обуаси, которая выступает в премьер-лиге Ганы. Также в составе команды хавбек имеет опыт игры в Кубке Конфедерации. В сентябре 2021 года перешёл в белорусский клуб «Энергетик-БГУ». Дебютировал ганский футболист за клуб 12 сентября 2021 года в матче против минского «Динамо», выйдя на игру в стартовом составе. Футболист сразу же закрепился в стартовом составе команды. По окончании сезона отметился одной результативной передачей в матче против «Ислочи».

### «Асанте Котоко»
В августе 2022 года стал игроком малайзийского клуба «Келантан Юнайтед». В январе 2023 года футболист покинул клуб. В сентябре 2023 года футболист присоединился к ганскому клубу «Асанте Котоко». Дебютировал за клуб 17 сентября 2023 года в мате против клуба «Харт оф Лайонз».